# RKB每日放送
RKB每日放送株式會社（日语：／ RKB Mainichi Hōsō Kabushiki gaisha */?），通稱RKB每日放送，簡稱RKB，是日本的一家以福岡縣為播出地區的廣電兼營台，同時經營地面電視及AM廣播，是福岡縣第一家民營廣播公司，也是日本第一家使用第8頻道（僅在八幡電視・FM轉播站使用，已停播）的廣電兼營台。「RKB」這一簡稱取自於公司舊名「九州電台」（ラジオ九州）的英文名稱（Radio Kyushu Broadcasting）。RKB每日放送的廣播服務是JRN聯播網成員，識別呼號是JOFR，開播於1951年12月1日；電視服務是JNN聯播網成員，識別呼號是JOFR-DTV，遙控器號碼是4頻道，開播於1958年3月1日。RKB每日放送在2016年4月1日導入廣播控股公司制度，成為福岡縣首家導入此制度的廣播公司，也是日本第7家廣播控股公司。

## 歷史

### 開播初期

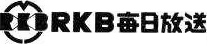
RKB每日放送的第二代商標

1950年「電波三法」（《電波法》、《放送法》、《電波監理委員會設置法》）通過之後，每日新聞社有意在日本全國構建廣播網。其在東京地區的申請後來和其他全國性報社及電通的申請整合為東京電台，在大阪地區以新日本放送名義申請設立電台（後更名為每日放送），而在福岡縣則以九州電台名義申請執照:12。九州電台是日本最初申請設立民營電台的72家公司之一:10，除了每日新聞社外，九州電台亦得到日本製鐵、九州電力等本地企業的出資:16，並且最初的總部也位於九州電力的建築內:21。1951年4月12日，九州電台獲得預備執照:10。同年10月7日，九州電台開始進行試播:39。12月1日，九州電台正式開播，成為九州第一個民營電台，也是日本第4家民營電台:29。在開播的第一個月，九州電台就實現了50萬日元的盈利:44。九州電台的第一代商標是在1952年通過公開徵集選出，設計者是大分縣的中學生波多野義子:45。1952年12月，九州電台設立了小倉轉播站，是日本第一個民營電台轉播站:98-99。1953年7月，九州電台成立了工會:41。
在廣播開播的第二年，九州電台就提出了設立電視台的申請，並在1956年11月22日獲得福岡地區的電視預備執照:61。1958年2月22日，九州電台開始試播電視節目:71。3月1日上午11時50分，九州電台正式開始播出電視節目，成為日本第6家民營電視台:216。在九州電台籌備播出電視節目的同時，同屬每日新聞社資本的西部每日電視台（西部毎日テレビ）獲得北九州及山口縣西部的電視播出執照:73。1958年8月1日，九州電台和西部每日電視台合併為RKB每日放送:75，並在同年10月啟用第二代商標:303。RKB每日放送的電視部門在開播初期同時聯播了KRT電視台及日本電視台的節目:72。但在西日本電視台開播之後，RKB基本僅轉播KRT的節目，並在1959年加入日本第一個聯播網JNN:81。翌年RKB和KRT、ABC、CBC、HBC簽訂五社聯盟協議，在節目製作等領域展開合作:80。1960年12月25日開始，RKB實現自晨間全日播出電視節目:82。1964年，RKB每日放送的股票在福岡證券交易所上市:年表16。同年RKB每日放送和美國KTVU電視台簽訂姊妹台協議，擁有了第一個海外姊妹台，並在1967年和韓國釜山文化廣播簽署合作協議:44-45。1969年10月15日，RKB設立JNN首爾支局，成為第一個在首爾設立支局的日本民營電視台:170。

### 開始播出彩色電視

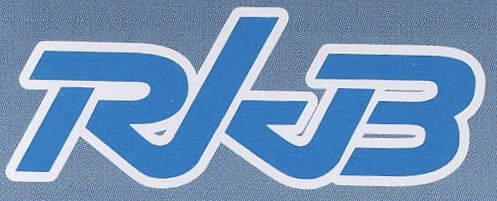
RKB每日放送在1969年至2007年使用的商標

1966年4月3日，RKB開始播出彩色電視節目，成為大阪以西第一個播出彩色電視的民營電視台:47，並在1968年12月3日播出了其第一個自製彩色節目《Living Show》（リビングショー）:48。1970年10月，RKB實現黃金時段節目全部彩色化:224。RKB每日放送曾經在1961年和九州電力等福岡本地財界共同計劃設立福岡放送，但在途中退出了福岡放送的設立計劃，福岡放送成為日本電視台系列聯播網的加盟台:51-52。1969年，RKB每日放送啟用了第三代商標:303。為慶祝創業20週年和福岡市成為政令指定都市，RKB每日放送在1972年3月31日至4月2日舉辦了福岡祭，吸引超過15萬人參加:62-64。RKB每日放送在1970年代還進軍了住宅展示場事業，積極拓展廣告以外的收入來源:91-92。1975年開始，RKB每日放送實施完全週休二日制:133。
RKB每日放送自1976年開始導入電子新聞採集（ENG）系統，大幅提高了新聞採訪編輯效率:26。1980年3月30日，RKB每日放送開始播出立體聲電視節目，成為日本第22個播出立體聲節目的民營電視台，也是福岡地區第2個播出立體聲節目的民營電視台（僅次於福岡放送）:56。1969年至1979年，RKB每日放送連續11年獲得收視率三冠王:50。但在1980年代初期，由於九州朝日放送（KBC）的收視率提高，RKB的收視冠軍地位被KBC取代:50。1980年代中期後，西日本電視台（TNC）開始崛起，並在1989年首次獲得三冠王，福岡地區出現TNC、RKB、KBC三強爭霸的局面:51。1983年度，RKB每日放送的電視部門營業額超過100億日元:143。在開播35週年的1986年9月23日，RKB電視台播出了長達8小時的直播特別節目:93。

### 遷入新總部
1996年7月1日，RKB每日放送遷入位於海濱百道的新放送會館:年表10。同年JNN首爾支局改由TBS派遣記者取材，RKB每日放送改為擔當JNN曼谷支局的取材任務。但從2002年開始，RKB每日放送再次開始向JNN首爾支局派遣記者:93。2005年福岡縣西方海域地震時，RKB每日放送在震後3分鐘就播出了地震消息，並在地震當天於電視台和電台均播出了長時間的報道特別節目:48-59。
RKB每日放送在2006年5月1日試驗發射了數位電視訊號，並在同年7月1日正式開始播出數位電視。2011年7月24日，RKB每日放送停止播出類比電視，完全進入數位電視時代:4。RKB每日放送在2006年度創下營業額超過200億日元的記錄:306。2007年6月，RKB每日放送啟用了現行商標:260。RKB每日放送在2016年導入了廣播控股公司制度，成為JNN第三家導入廣播控股公司制度的企業（僅次於TBS控股、中部日本放送），也是三大都市圈之外第一家廣播控股公司。舊RKB每日放送株式會社更名為「RKB每日控股」，廣播等大部分主營業務移交給新成立的全資子公司「RKB每日放送株式會社」經營。

## 廣播部門

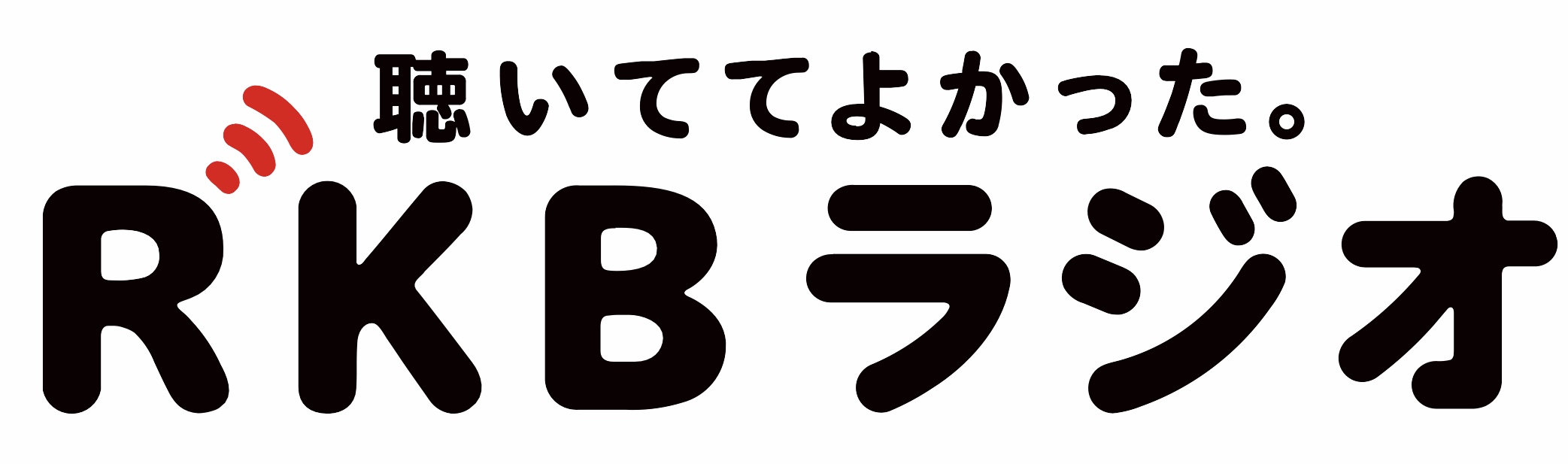
RKB廣播電台的商標

九州電台在試播時期播出的節目大多是新聞和音樂節目:39。1952年開始播出的錄音新聞節目《麥克風之眼》（マイクの眼）是九州電台初期的著名新聞節目:50-51。體育轉播亦是九州電台初期重要的節目。1952年春，九州電台首次轉播職業棒球比賽:55。九州電台自1955年開始轉播別府大分每日馬拉松:55。自1955年開始，九州電台取得福岡及北九州地區的收聽率冠軍:27。
在電視開播之後，RKB的廣播收入轉趨減少:83。對此RKB決定強化廣播的機動性特徵，製作更多面向特定聽眾的節目:86。1965年，RKB電台加入JRN聯播網:41。1968年5月1日，RKB電台開始播出深夜節目:87。自1970年代開始，長時間資訊節目成為RKB電台的主要節目:32-33。為減輕大都市地區的電波混淆現象，RKB電台在1972年將發射功率從10千瓦增強至50千瓦:24。1975年夏季，RKB電台的平均收聽率達5.3%，創下史上最高記錄:102。翌年8月17日開始，RKB電台實施24小時播出:26。受到MBS電台的成功經驗啟發，RKB電台自1982年開始每年均舉辦廣播週，在廣播週期間於福岡縣各地播出長時間直播特別節目:124-125。
1989年度，RKB電台的營業額首次超過30億日元:102。RKB電台自1997年開始每年舉辦「RKB廣播祭」（RKBラジオまつり）活動，拉近節目和聽眾之間的距離:198-200。2001年12月1日，RKB電台播出了長達17小時15分的特別節目，紀念開播50週年:214-215。2011年10月，RKB電台開始在網絡電台服務radiko上提供節目，聽眾在網路上亦能收聽到RKB電台的節目:年表22。RKB電台自2016年3月28日開始提供FM廣播服務。

## 電視部門

### 新聞及資訊節目
RKB電視台在1970年淀號劫機事件時率先播出被劫持客機到達福岡機場的畫面，並在旅客從平壤返回福岡時於黃金時段播出報道特別節目:164。1975年開始播出的《RKB新聞廣角》是RKB電視台的一個大型帶狀自製新聞節目，在每週一至週五18時播出，也是日本第6個和九州第1個大型帶狀地方新聞節目:71。該節目在播出6年後的平均收視率接近20%，引發福岡其他民營電視台紛紛效仿，在同一時段播出類似的新聞節目。但RKB在1980年代初期仍在這一時段維持收視率的大幅領先:72。《RKB新聞廣角》在1983年開始播出週六版:16，1988年開始播出週日版，成為全年播出的地方新聞節目:18。自1975年開播至1991年，《RKB新聞廣角》連續16年獲得同時段收視率第一:24。但1990年代後期開始，《RKB新聞廣角》的收視率陷入低迷:42。2003年，《RKB新聞廣角》被《今日感電視》的新聞單元取代:40。2000年代中期後，《今日感電視》在18時時段的新聞部分收視率開始回升:42-45。
1967年開始播出的《RKB Living Show》（RKBリビングショー）是RKB電視台最初的主婦向帶狀資訊節目之一，也是RKB第一個自製彩色節目:131。RKB電視台在1984年開始在平日上午播出帶狀資訊節目《情報BOX955》。該節目在週五的主持人曾是現役大學教授，引發話題:76-77。1991年，RKB電視台開始改在平日傍晚播出帶狀資訊節目，于平日傍晚播出《RKB廣角5》（RKBワイド5）:77。自1996年福岡放送開始播出《明太廣角》後，RKB電視台在傍晚時段的收視冠軍地位被福岡放送取代。對此RKB電視台在2001年開始播出時長達3小時的資訊節目《今日感電視》:14-15。2004年，《今日感電視》開始播出週日版:17。《今日感電視》在2005年將節目時長延長至4小時，同時九州的三家JNN加盟台（NBC、MBC、OBS）部分聯播該節目:18。2006年6月，《今日感電視》的月平均收視率首次超過《明太廣角》:22。此後《今日感電視》長期和《明太廣角》展開激烈的收視率競爭:27。《今日感電視》在2020年9月播畢，其後繼節目是《歡迎回家!》。
2015年開始播出的《Sunday Watch》是RKB電視台在每週日上午播出的資訊節目，節目內容除了本地資訊外，亦積極介紹福岡軟銀鷹的最新動態。

### 綜藝節目
RKB電視台自1973年開始在週二晚間播出30分的自製綜藝節目:65。1986年開始，RKB電視台在週二晚間播出的自製綜藝節目時長延長至1小時。這一時段的第一個節目是《愛島九州22時》（愛らんど九州22時）:65-66。1990年開始播出的《探檢!九州》是播出長達24年的長壽節目，在1991年2月12日創下過20.2%的高收視率:69。1999年後，《探檢!九州》的平均收視率雖曾一度不足10%，但在2007年後重新恢復至11%以上:100。2014年《探檢!九州》被Piece和橋本環奈主持的《偷看大家的青春TV TEEN!TEEN!》取代。RKB電視台在2010年開始播出了《豆飯。》節目，令RKB一度在黃金時段播出兩個自製大型綜藝節目:104-105。但在2017年，因《豆飯。》、《偷看大家的青春TV TEEN!TEEN!》均停止播出，RKB電視台目前在黃金時段並未播出自製的大型綜藝節目。
RKB電視台製作過《九州青春銀行》:123-125、《Face》:125-126等深夜綜藝節目。現在RKB電視台在週一至週四的深夜1:55至2:25時段播出自製的深夜綜藝節目。RKB電視台亦製作《Chat BustersR!》:126-128等深夜音樂節目。

### 電視劇
RKB在電視開播之初的1958年4月就製作了電視劇《博多人形師》，並且是東芝週日劇場的製作台之一:42。1965年，RKB電視劇《比海更深》（海より深き）獲得藝術祭賞:43。至1987年，RKB電視台製作了100部東芝週日劇場作品:49。1990年播出的《四月雨》獲得了民放聯盟賞，並在九州北部取得28.8%的高收視率:73。但自1993年之後，由於東芝週日劇場改為播出連續劇，RKB不再參與東芝週日劇場的製作:年表10。

### 體育節目
RKB電視台在開播翌日的1958年3月2日就轉播了日本對紐西蘭的橄欖球比賽，並在3月18日首次轉播職業棒球賽事:176。1961年開始，RKB電視台定期轉播西鐵獅的夜場棒球比賽:176，並直至西鐵獅在1978年搬遷至埼玉縣為止:81-82。RKB電視台參與了1960年羅馬奧運會開幕式及馬拉松比賽的轉播，並且也參加了1964年東京奧運會及1968年墨西哥城奧運會的轉播:178-179。RKB電視台自1981年開始和大分放送共同轉播別府大分每日馬拉松，也是日本民營電視界第一次對馬拉松賽事進行完整轉播:79-80。1988年大榮鷹遷入福岡後，福岡市再次擁有本地的職業棒球球隊，RKB電視台也重新開始轉播職棒賽事:36-37。
RKB電視台自1996年開始轉播福岡黃蜂、北九州向日葵等本地球隊J聯賽的賽事:154。2010年6月29日，RKB電視台轉播世界盃日本對巴拉圭的比賽獲得了55%的平均收視率，創下RKB電視台自1990年採用現行收視率調查方式以來的最高收視率記錄:144。

### 紀錄片
作為JNN在九州最主要的加盟台，RKB電視台製作在JNN九州各加盟台播出的地區性節目。自1967年開始播出的《九州再發現》是一個由九州電力贊助的紀錄片節目。其後身節目《新九州再發現》在1977年度獲得JNN協議會賞:46。1979年，該節目再更名為《開窗九州》:78-79。現在九州電力在RKB電視台的週日上午時段贊助播出兩個紀錄片節目，包括《新 開窗九州》，以及《開始世界第一的九州!》。JR九州亦曾長期贊助RKB電視台製作在九州各JNN加盟台播出的紀錄片節目，如《九州想知道》（九州が知りたい）、《乘坐列車》:79。
自1992年開始，RKB電視台和JNN在九州的各加盟台播出《電撃黑潮隊》節目，播出JNN九州各台製作的紀錄片:111-112。2002年，該節目被《MOVE》取代:112-113。

## 攝影棚
九州電台最初的總部位於九電大廈6層:21。在獲得電視播出執照後，為滿足播出電視所需的設備條件，九州電台開始計劃建設自公司所有的新總部:65-66。1957年4月8日，位於渡邊通的RKB放送會館開工，由鹿島建設施工:67-68。該建築在1958年3月30日竣工，總樓面面積8,891平方公尺:71-72。1968年，RKB放送會館擴建了第4層:342。RKB每日放送在1979年於本館西北側改建了別館，將其從木造建築改為鋼筋耐火建築:11。在遷入新址之後，RKB每日放送曾將渡邊通舊總部作為停車場使用。2004年4月，總樓面面積約36,000平方公尺的RKB渡邊通大廈竣工，內入駐有商業設施《BiVi福岡》。2006年，RKB每日放送出售了這座建築，但仍繼續保有土地的所有權:268。
1990年6月，RKB每日放送在海濱百道購買21,500平方公尺的土地，用於修建新總部:191。RKB每日放送新放送會館在1993年12月15日舉行開工儀式，並在1996年2月6日竣工。1996年7月1日開始，RKB每日放送從新放送會館播出節目:年表10。新放送會館地上有8層，地下有1層，總樓面面積約25,400平方公尺。建築內設有2個電視攝影棚、1個新聞專用攝影棚、4各廣播錄音棚，其中最大的T-1攝影棚面積有405平方公尺。

## 註释
1. ↑  「三冠」指全日（6:00-24:00）、黃金時間（19:00-22:00）、晚間時段（19:00-23:00）三個時段皆獲得收視率第一。

## 外部連結
- RKB毎日放送官方網站 （页面存档备份，存于） （日語）
- Be colorful.rkb的Facebook專頁
- 【公式】RKB電視台的X（前Twitter）
- YouTube上的RKB毎日放送官方頻道頻道